# Ливенское духовное училище

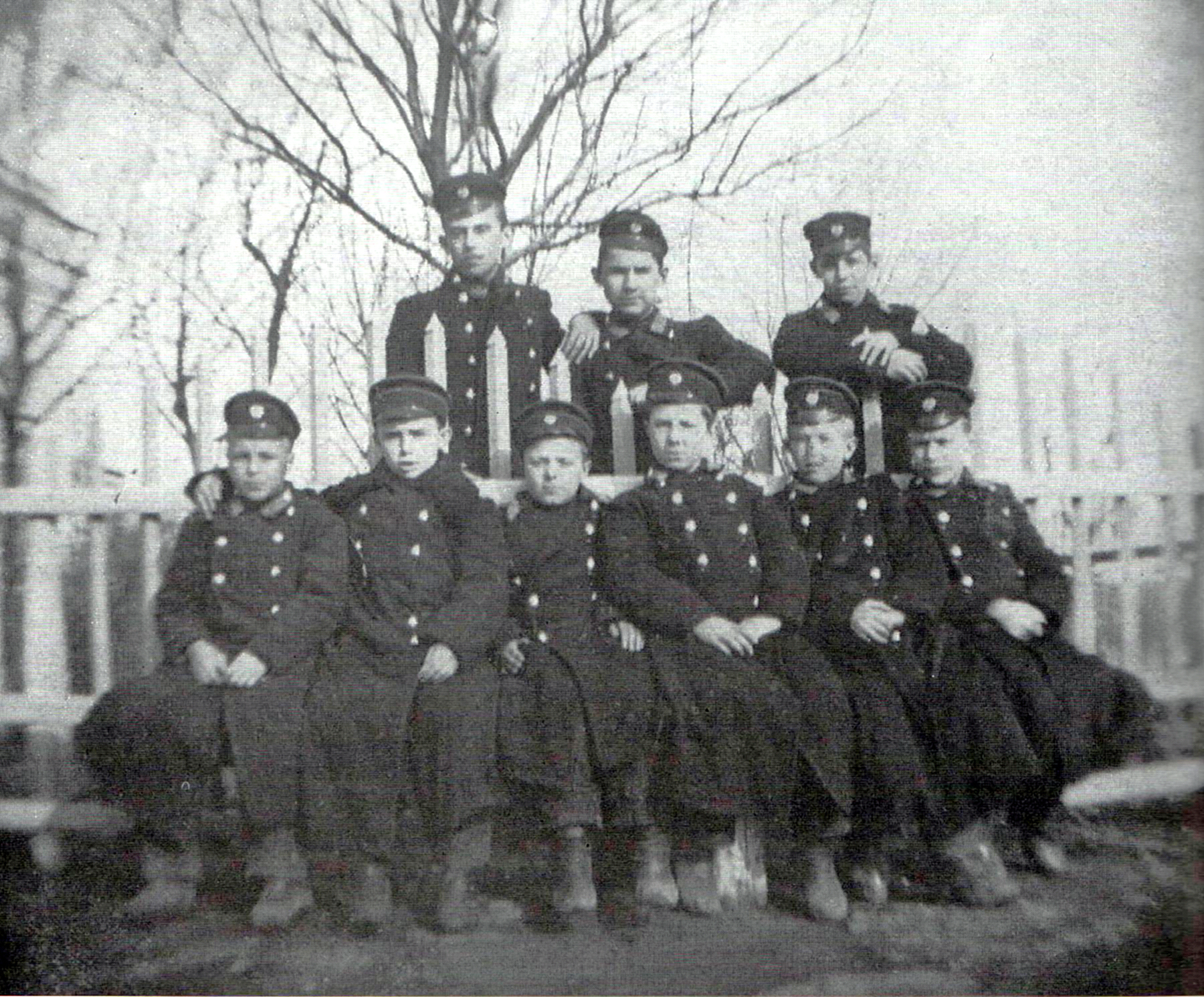
Ученики ливенского духовного училища
(первый ряд, 2-й слева — Н. Поликарпов). Март 1903 г.

Ли́венское духо́вное учи́лище — начальное учебное заведение Орловской епархии Русской православной церкви. Закрыто в 1917 году, в настоящее время в здании училища находится Лицей имени С. Н. Булгакова.

## История
Реформа образования первой половины XIX века привела к созданию системы уездных Духовных училищ. В Ливнах оно было образовано в 1817 году:7. Первоначально училище располагалось в перестроенных, не дошедших до наших дней, помещениях на углу нынешних улиц Поликарпова и Ленина. Здесь сегодня находится «Аллея Героев».
В 1902 году для училища выстроено специально спроектированное двухэтажное здание, существующее и ныне. На первом этаже размещались классы, учительская, актовый зал, церковь. На втором этаже — спальни, так как училище было интернатом. В подвале находилась столовая, кухня, сундучная и водокачка. На чердаке — колокольня:7.
Училище давало начальное, четырёхлетнее образование, но обучение занимало пять лет, так как первый год был подготовительным. Обучались дети всех сословий, при этом у выходцев из семей священнослужителей были привилегии. Они не платили за содержание и обучение, хотя, их и принимали по конкурсу.
По окончании Училища выпускники могли стать дьячками или продолжить образование в любых средних учебных заведениях. Большая часть воспитанников переходила в Орловскую духовную семинарию.
Ливенское Духовное Училище просуществовало до 1917 года и было закрыто после Октябрьского переворота.
В 1918 году бывшее Ливенское духовное училище преобразовалось в Первую Ливенскую Советскую школу 2-й ступени (то есть для обучения с 5 по 9 классы), а в 1923 году — во 2-ю Ливенскую девятилетнюю школу. 1 сентября 1953 года в здании была открыта средняя школа № 3, в 1993 году ставшая Лицеем имени С. Н. Булгакова.

## Смотрители
Имена руководителей (смотрителей) училища за его столетнию историю сегодня известны не полностью. Но среди них были:9:
- священник Василий Скрябин (1820-е годы)
- Ипполит Игнатьевич Мерцалов (1869—1870)
- Дмитрий Васильевич Булгаков (1875—1898)
- иеромонах Иннокентий (Кременский) (1898—1900)
- Пётр Козьмич Виноградов (1904—1913)
- Яков Иванович Чредин (1914—1917)

## Некоторые выпускники
- святитель Феофан Затворник
- философ-публицист протоиерей Сергий Булгаков
- епископ Астраханский и Енотаевский Митрофан (Невский)
- краевед Сергей Петрович Волков
- конструктор Николай Николаевич Поликарпов